# ونگ جیانژو
ونگ جیانژو (انگلیسی: Wang Jianzhou؛ زادهٔ دسامبر ۱۹۴۸) یک کارآفرین، و اهالی کسب‌وکار است.